# نيلس إلوسون
نيلس إلوسون (بالسويدية: Nils Elowsson)‏ (23 أكتوبر 1890 - 27 أكتوبر 1999) هو سياسي سويدي وصحفي. ولد في كريستيانستاد، السويد، وتوفي فيها عن سن 109.

## المشوار المهني
بدأ إلوسون حياته المهنية كصحفي في عام 1917، وأصبح في نهاية المطاف رئيس تحرير الصحيفة السويدية «Läns-Demokraten» في سنة 1932. إلى غاية توقف الصحيفة عن الإصدار عام 1957. إلوسون كان أيضا عضو في حزب الاشتراكيون الديمقراطيون وعضو في البرلمان لمدة 24 سنة (1940-1963). في سن الـ89 ألف كتابًا بعنوان «Det var på snapphanens tid» وعند فترة وفاته، بلغ من العمر109 حيث كان أكبر رجل يعيش في السويد.